# 캣 쉐어
캣 쉐어(Katt Shea, 1957년 1월 1일 ~ )는 미국의 영화 감독, 영화 프로듀서, 각본가, 배우, 텔레비전 배우, 영화배우이다.
디트로이트에서 태어났다.

## 영화
- 낸시 드류 앤드 더 히든 스테어케이스 (2019년)
- 스토커 (2001년)
- 캐리 2 (1999년)
- 라스트 엑시트 투 어스 (1996년)
- 블러드 캅 (1996년)
- 야성녀 아이비 (1992년)
- 스트리츠 (1990년)
- 저주의 유혹 (1989년)
- 스트립 투 킬 2 (1989년)
- 스트립 투 킬 (1987년)
- 패트리어트 수중 작전 (1986년)
- 싸이코 3 (1986년)
- 바바리언 여왕 (1985년)
- 스카페이스 (1983년)
- 마이 튜터 (1983년)